# Droga krajowa 64
Die Droga krajowa 64 (kurz DK64, pol. für ,Nationalstraße 64‘ bzw. ,Landesstraße 64‘) ist eine Landesstraße in Polen. Sie führt von Piątnica Poduchowna nordöstlich von Łomża in östlicher Richtung bis Stare Jeżewo und stellt eine Verbindung zwischen der Schnellstraße S8 und den Landesstraßen 61 und 63 her. Die Gesamtlänge beträgt 47 km.

## Geschichte
Nach der Neuordnung des polnischen Straßennetzes im Jahr 1985 wurde dem heutigen Straßenverlauf die Landesstraße 64 zugeordnet. Dies blieb auch mit der Reform der Nummerierung vom 9. Mai 2001 bestehen.

## Wichtige Ortschaften entlang der Strecke
- Piątnica Poduchowna
- Stare Bożejewo
- Wizna
- Zawady
- Nowe Jeżewo
- Stare Jeżewo